# بوابة (منحوتات)

شعار البوابة، المنظمة التي أنشأت سلسلة البوابة

البوابة عبارة عن سلسلة من المعالم النحتية التي تتواصل عبر الفيديو مع بعضها البعض. تم إنشاء هذه المنحوتات بواسطة الفنان الليتواني بينيديكتاس جيليس، وهي عبارة عن منحوتات دائرية كبيرة متطابقة تقع في مساحات عامة مختلفة في المدينة، وتربط بين مدينتين من خلال عرض بث مباشر لكل مدينة مع وجود كاميرا أعلى الشاشة. بدأت سلسلة البوابة كفكرة في عام 2016، وتم الكشف عن أول تركيبين لها في عام 2021 لبوابة فيلنيوس-لوبلان. عام 2024 سيتم الكشف عن بوابة نيويورك - دبلن، وهما المنشأتان التاليتان والأحدث في السلسلة.

## الوصف

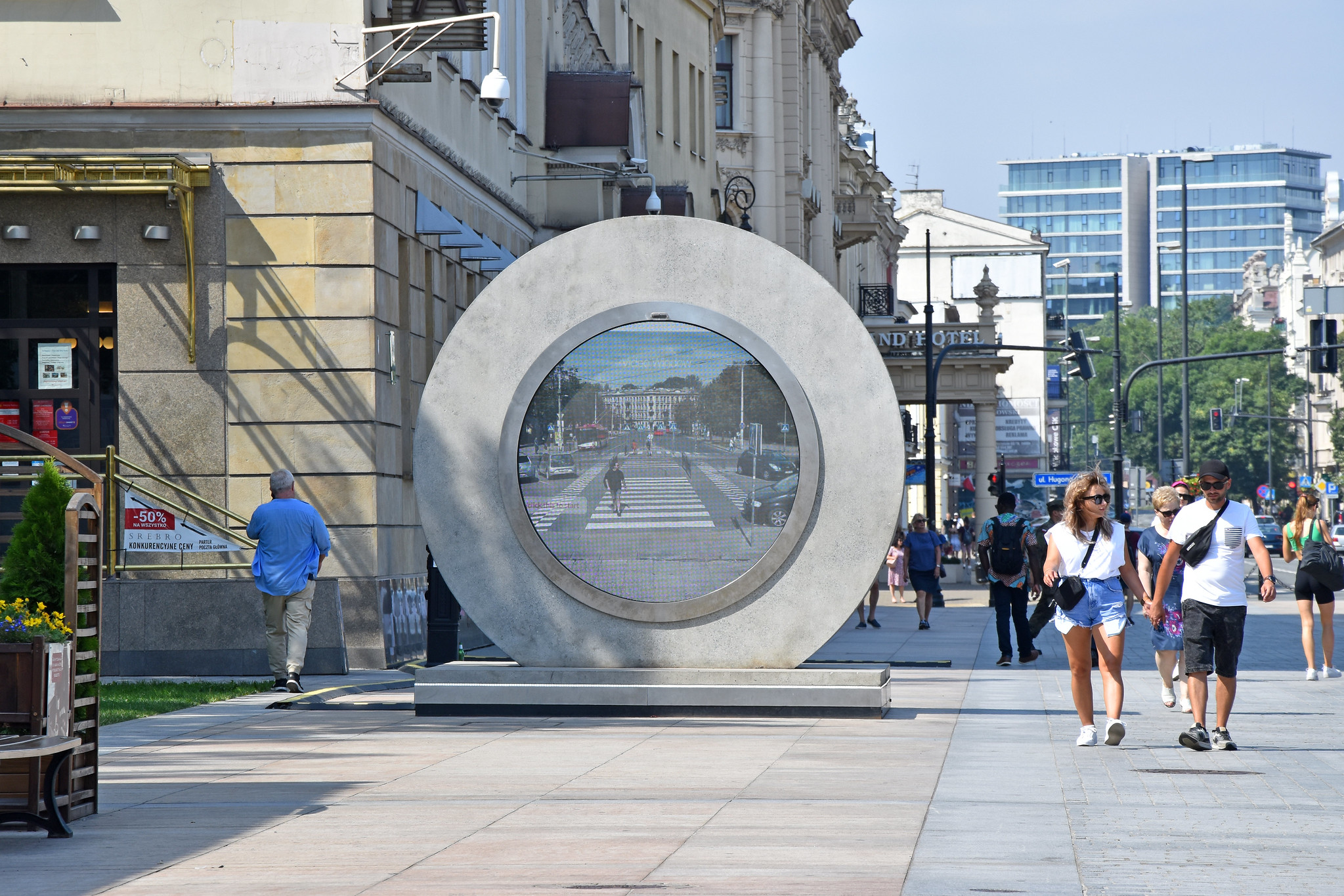
بوابة فيلنيوس-لوبلان في لوبلين

كل بوابة هي عبارة عن منحوتة دائرية كبيرة تحتوي على شاشة وكاميرا. يتصل ببوابة أخرى، ويقوم بالتقاط وعرض البث المباشر لبعضهما البعض. تم تصميمه بواسطة قسم الهندسة بجامعة فيلنيوس جيديميناس التقنية كمرجع لعجلة الزمن.

## تاريخ
وفقًا لمبتكر البوابة بينيديكتاس جيليس، بدأ المشروع كمفهوم في عام 2016 "بعد تجربة صوفية".  من خلال مؤسسة بينيديكتاس جيليس، أقام جيليس شراكة مع جامعة فيلنيوس جيديميناس التقنية لتطوير أول منحوتتين في السلسلة، والتي تم وضعهما في فيلنيوس، ليتوانيا ولوبلين، بولندا في 26 مايو 2021.
في 8 مايو 2024، تم وضع تركيبين آخرين في السلسلة في مدينة نيويورك ودبلن في أيرلندا، لإنشاء بوابة نيويورك - دبلن. يقع تركيب دبلن في شارع O'Connell، بينما تم وضع بوابة مدينة نيويورك في Flatiron South Public Plaza. بعد أيام قليلة من التثبيت، تم إغلاق البوابات في دبلن ونيويورك مؤقتًا بعد وقوع حالات "سلوك غير لائق".